# Torrijas
Torrijas è un comune spagnolo di 67 abitanti situato nella comunità autonoma dell'Aragona.